# L'Œuvre française
L'Œuvre française (Fransk virke) var en fransk højreradikal nationalistisk bevægelse grundlagt i 1968 af Pierre Sidos. Efter Clément Méric-sagen tvangsopløste de franske myndigheder bevægelsen ved dekret gældende per 23. juli 2013.